# Walter Lampén
Walter Erik Lampén, född 11 februari 1862 i Viborg, död 13 december 1960 i Helsingfors, var en finländsk präst. Han var bror till Ernst Lampén. 
Lampén var kaplan i Sörnäs svenska församling från 1906 till 1952, då han gick i pension vid 90 års ålder; var under sin långa tjänstgöring en uppskattad predikant och förrättningspräst. Den mycket musikaliske Lampén var med om att grunda den akademiska manskören Ylioppilaskunnan Laulajat 1883 och tillhörde körens elitgrupp Lauluveikot. Han var även en av bilismens pionjärer i landet och ägde den första bilen av märket Ford i Finland. Han tilldelades prosts titel 1922.